# 木暮貞行
木暮貞行（きぐれ さだゆき、1972年8月9日 - ）は、日本の元陸上競技選手。群馬県立桐生工業高等学校→東京農業大学卒。小森コーポレーションに所属した。群馬県出身。

## 概要
箱根駅伝では2年時に3区、3年時に7区にエントリーされるも当日変更で走ることは叶わなかったが、4年時の第71回大会3区で初出場。区間3位の好走を見せた。
全日本実業団駅伝（ニューイヤー駅伝）では1996年から2007年にかけてのべ10回出場し、長くチームを支えた。2004年に6区区間13位、コーチ兼任となった2006年に6区区間10位の実績がある。
駅伝ではこのほか、2002年の東日本縦断駅伝57区で区間賞を獲得している。
2006年度をもって現役を引退。

## 自己ベスト
5000m：14分05秒0（1996年 中央大学記録会）
10000m：29分09秒6（1995年 中央大学記録会）
ハーフマラソン：1時間03分40秒（2004年 全日本実業団ハーフマラソン）
マラソン：2時間15分34秒（1997年 彩の国シティマラソン）